# Мчедлидзе, Леван
Леван Мчедлидзе (24 марта 1990, Тбилиси, Грузинская ССР, СССР) — бывший грузинский футболист, нападающий. Выступал за сборную Грузии.

## Биография
Сын советского вратаря Карло Мчедлидзе. Начинал карьеру в клубе «Дила», за который провёл два матча. В 2006 году перешёл в итальянский «Эмполи». Летом 2008 года перешёл в «Палермо» на правах аренды сроком на один год. В Серии А дебютировал 24 сентября в игре с «Наполи». Спустя несколько недель он забил свой первый гол — в ворота «Ювентуса», однако из-за травм играл нерегулярно. Руководство «Палермо» продлило арендное соглашение ещё на один год, однако Мчедлидзе не смог закрепиться в команде и провёл в сезоне 2009/10 всего две игры, после чего вернулся в «Эмполи». В клубе используется в системе ротации, проводя около 50 % игр чемпионата за сезон.
1 мая 2017 года Мчелидзе сразу после матча получил по лицу от болельщиков «Эмполи», недовольных поражением своей команды. При этом игрок во встрече участия не принимал из-за травмы.
18 сентября 2019 года вернулся в Грузию, в столичный клуб «Динамо» (Тбилиси).

### Карьера в сборной
За сборную Грузии дебютировал в 2007 году в матче со сборной Италии. Свой первый гол за сборную он забил в том же году, в ворота сборной Шотландии.